# 1205 год
1205 (ты́сяча две́сти пя́тый) год  по юлианскому календарю — невисокосный год, начинающийся в субботу. Это 1205 год нашей эры, 5‑й год 1‑го десятилетия XIII века 2‑го тысячелетия, 6‑й год 1200‑х годов. Он закончился 820 лет назад.
| Пн | Вт | Ср | Чт | Пт | Сб | Вс |
|    |    |    |    |    | 1  | 2  |
| 3  | 4  | 5  | 6  | 7  | 8  | 9  |
| 10 | 11 | 12 | 13 | 14 | 15 | 16 |
| 17 | 18 | 19 | 20 | 21 | 22 | 23 |
| 24 | 25 | 26 | 27 | 28 | 29 | 30 |
| 31 |    |    |    |    |    |    |

| Пн | Вт | Ср | Чт | Пт | Сб | Вс |
|    | 1  | 2  | 3  | 4  | 5  | 6  |
| 7  | 8  | 9  | 10 | 11 | 12 | 13 |
| 14 | 15 | 16 | 17 | 18 | 19 | 20 |
| 21 | 22 | 23 | 24 | 25 | 26 | 27 |
| 28 |    |    |    |    |    |    |

| Пн | Вт | Ср | Чт | Пт | Сб | Вс |
|    | 1  | 2  | 3  | 4  | 5  | 6  |
| 7  | 8  | 9  | 10 | 11 | 12 | 13 |
| 14 | 15 | 16 | 17 | 18 | 19 | 20 |
| 21 | 22 | 23 | 24 | 25 | 26 | 27 |
| 28 | 29 | 30 | 31 |    |    |    |

| Пн | Вт | Ср | Чт | Пт | Сб | Вс |
|    |    |    |    | 1  | 2  | 3  |
| 4  | 5  | 6  | 7  | 8  | 9  | 10 |
| 11 | 12 | 13 | 14 | 15 | 16 | 17 |
| 18 | 19 | 20 | 21 | 22 | 23 | 24 |
| 25 | 26 | 27 | 28 | 29 | 30 |    |

| Пн | Вт | Ср | Чт | Пт | Сб | Вс |
|    |    |    |    |    |    | 1  |
| 2  | 3  | 4  | 5  | 6  | 7  | 8  |
| 9  | 10 | 11 | 12 | 13 | 14 | 15 |
| 16 | 17 | 18 | 19 | 20 | 21 | 22 |
| 23 | 24 | 25 | 26 | 27 | 28 | 29 |
| 30 | 31 |    |    |    |    |    |

| Пн | Вт | Ср | Чт | Пт | Сб | Вс |
|    |    | 1  | 2  | 3  | 4  | 5  |
| 6  | 7  | 8  | 9  | 10 | 11 | 12 |
| 13 | 14 | 15 | 16 | 17 | 18 | 19 |
| 20 | 21 | 22 | 23 | 24 | 25 | 26 |
| 27 | 28 | 29 | 30 |    |    |    |

| Пн | Вт | Ср | Чт | Пт | Сб | Вс |
|    |    |    |    | 1  | 2  | 3  |
| 4  | 5  | 6  | 7  | 8  | 9  | 10 |
| 11 | 12 | 13 | 14 | 15 | 16 | 17 |
| 18 | 19 | 20 | 21 | 22 | 23 | 24 |
| 25 | 26 | 27 | 28 | 29 | 30 | 31 |

| Пн | Вт | Ср | Чт | Пт | Сб | Вс |
| 1  | 2  | 3  | 4  | 5  | 6  | 7  |
| 8  | 9  | 10 | 11 | 12 | 13 | 14 |
| 15 | 16 | 17 | 18 | 19 | 20 | 21 |
| 22 | 23 | 24 | 25 | 26 | 27 | 28 |
| 29 | 30 | 31 |    |    |    |    |

| Пн | Вт | Ср | Чт | Пт | Сб | Вс |
|    |    |    | 1  | 2  | 3  | 4  |
| 5  | 6  | 7  | 8  | 9  | 10 | 11 |
| 12 | 13 | 14 | 15 | 16 | 17 | 18 |
| 19 | 20 | 21 | 22 | 23 | 24 | 25 |
| 26 | 27 | 28 | 29 | 30 |    |    |

| Пн | Вт | Ср | Чт | Пт | Сб | Вс |
|    |    |    |    |    | 1  | 2  |
| 3  | 4  | 5  | 6  | 7  | 8  | 9  |
| 10 | 11 | 12 | 13 | 14 | 15 | 16 |
| 17 | 18 | 19 | 20 | 21 | 22 | 23 |
| 24 | 25 | 26 | 27 | 28 | 29 | 30 |
| 31 |    |    |    |    |    |    |

| Пн | Вт | Ср | Чт | Пт | Сб | Вс |
|    | 1  | 2  | 3  | 4  | 5  | 6  |
| 7  | 8  | 9  | 10 | 11 | 12 | 13 |
| 14 | 15 | 16 | 17 | 18 | 19 | 20 |
| 21 | 22 | 23 | 24 | 25 | 26 | 27 |
| 28 | 29 | 30 |    |    |    |    |

| Пн | Вт | Ср | Чт | Пт | Сб | Вс |
|    |    |    | 1  | 2  | 3  | 4  |
| 5  | 6  | 7  | 8  | 9  | 10 | 11 |
| 12 | 13 | 14 | 15 | 16 | 17 | 18 |
| 19 | 20 | 21 | 22 | 23 | 24 | 25 |
| 26 | 27 | 28 | 29 | 30 | 31 |    |

## События

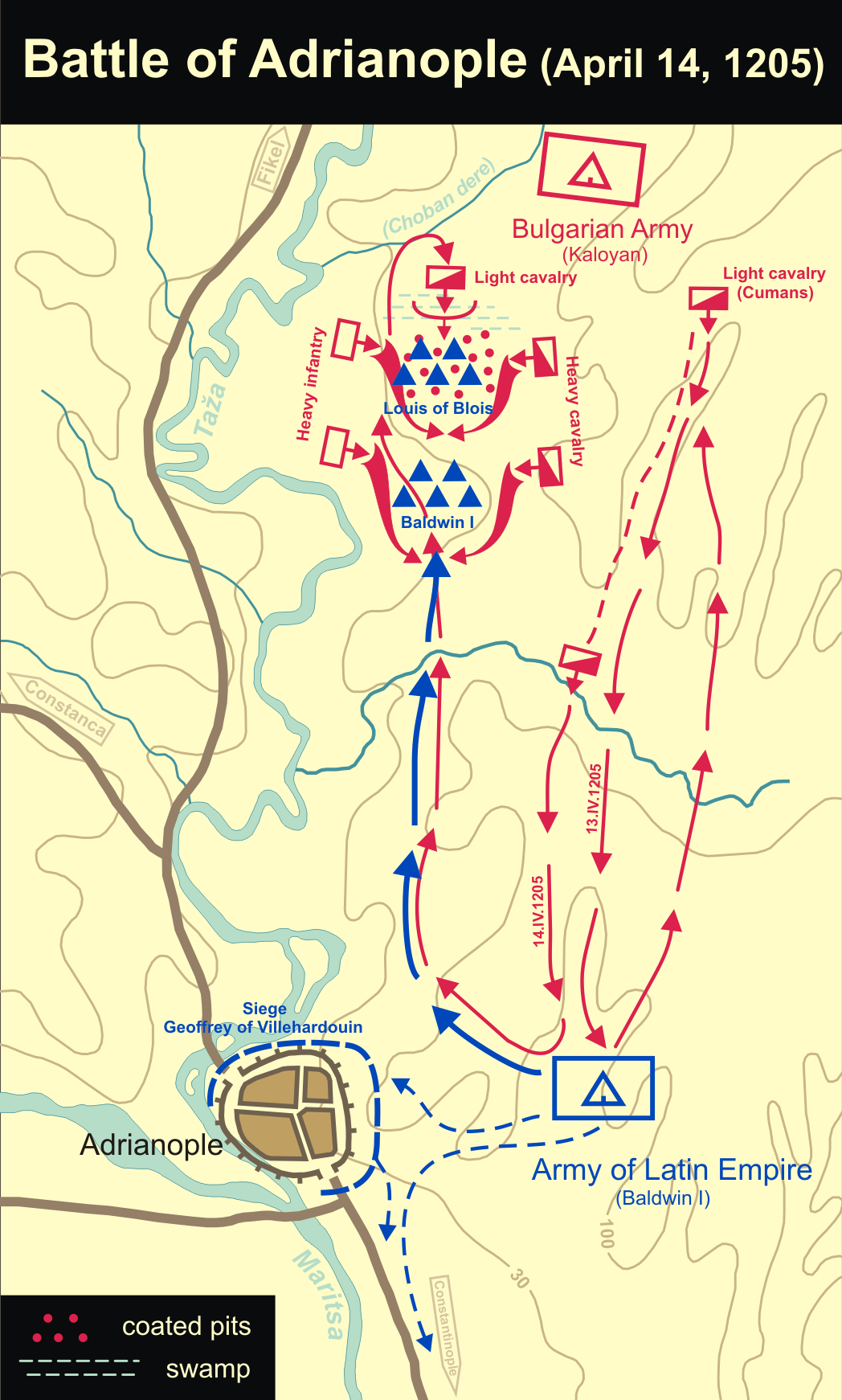
Битва под Адрианополем (1205)

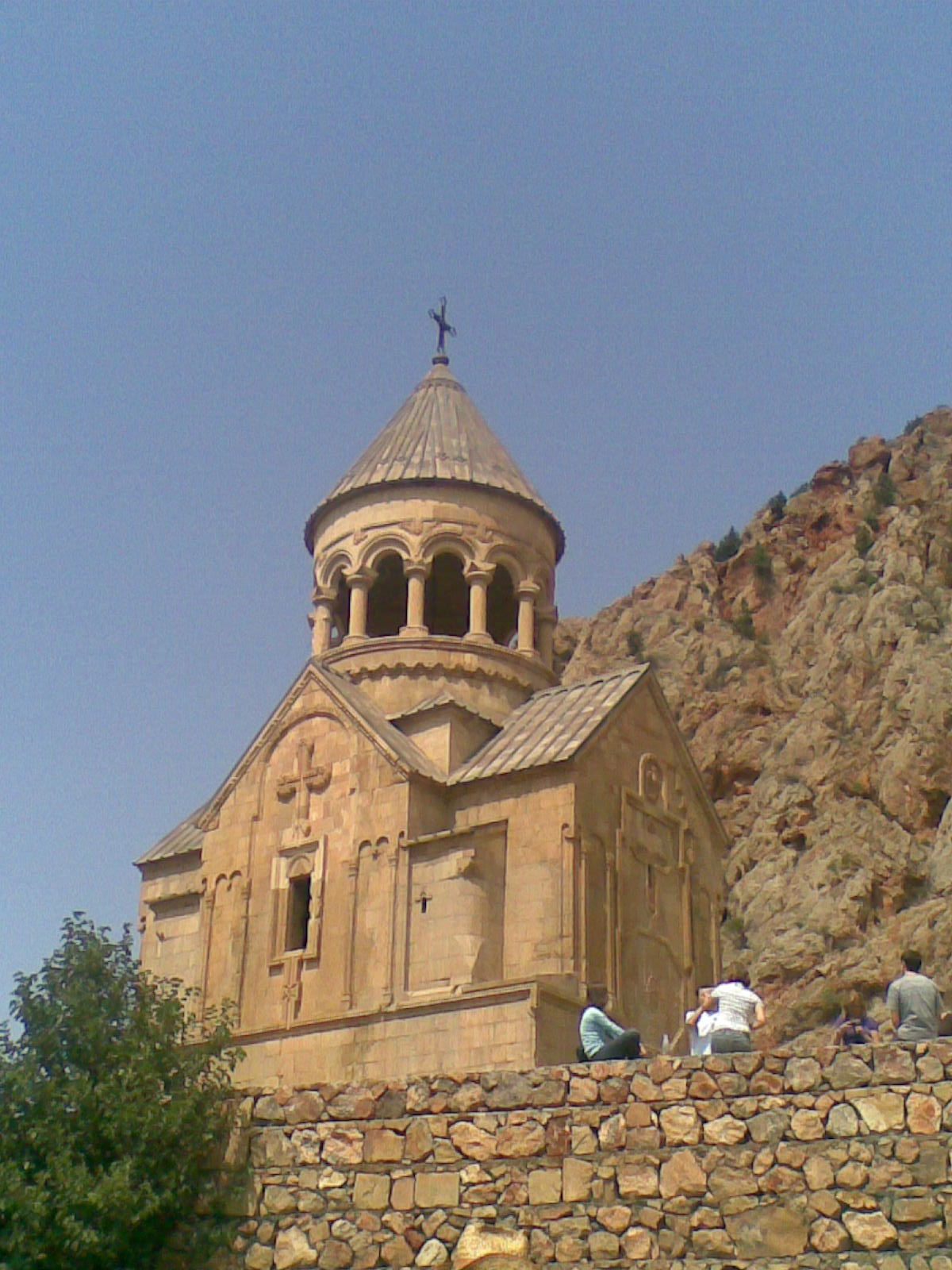
Монастырь Нораванк (Армения), основанный в 1205 году

- 1201—1219 — война за антиохийское наследство. Серия вооружённых конфликтов между силами Боэмунда IV и Раймунда-Рубена и их союзников за антиохийский престол, произошедшие в Северном Леванте и Киликии[1].
- 1202—1214 — Англо-французская война. Вооруженный конфликт между Филиппом Августом и Иоанном Безземельным[2].
- 1205—1206 — осада Трапезунда. Одно из сражений во время очередной византийско-сельджукской войны[3].
- 23 февраля — немецко-земгальское войско разбило литовцев в битве при Роденпойсе.
- 19 марта — битва при Адрамитии. Важное стратегическое сражение между византийско-никейскими войсками Феодора Ласкариса и крестоносцами, которые стремились подчинить своей власти все земли павшей Византийской империи[4].
- 14 апреля — разгром крестоносцев армией болгарского царя Калояна в битве под Адрианополем[5]. Пленение «латинского императора» Балдуина Фландрского, который после несколько месяцев плена был казнён по приказу Калояна.
- 19 июня — битва при Завихосте между войсками галицко-волынского князя Романа Мстиславича Великого с одной стороны и войсками краковского князя Лешка Белого и Конрада Мазовецкого с другой[6].
- 14 ноября — битва при Эльгаросе между Домом Сверкеров и Домом Эриков, которые сражались за шведскую корону[7].
- 1205—1479 — Михаил I Комнин Дука основывает Эпирский деспотат на территории фем Эпира, Этолии и Никополя со столицей в городе Арта.
- Венеция восстанавливает свою власть над городами Адриатического Поморья.
- Неудачное столкновение чжурчжэней с Сунской империей.
- Филипп II Август завоёвывает Анжу.

### Монгольская империя
- Первый поход направленный на Монгольское завоевание Си Ся (см. 1207, 1209, 1218-1227)[8].
  - Конец года — монголы, во главе с Елюй Ахаем, по приказу Темуджина, совершают набег на западные районы  Тангутского государства Си Ся[8].
  - Монголы разорили ряд небольших тангутских городов и крепостей. Это была первая удачная для Чингисхана проба сил: набег показал слабость врага, и принёс богатую добычу — качественно иную, чем та, которую монголы захватывали у кочевников[8].
- Разгром найманов и меркитов Темуджином. Казнь Джамухи.
- К этому году Темуджину (Чингисхану) удалось поставить под свой контроль населявшие земли кочевые объединения (татары, найманы, меркиты, кэрэиты, ойраты, тайджиуты и др)[9].

## Русь
Правление: Ростислав Рюрикович; 1173, 1181, 1194-1202, 1203-1204, 1205-1206, 1206-1207, 1207-1210 — Рюрик Ростиславич (два раза); 1206, 1207, 1210-1212 (или 1214) — Всеволод Ярославич Чермный
- 1 марта — Константин Всеволодович отправлен отцом на княжение в Великий Новгород[10].
- 19 марта — умирает княгиня-инокиня Мария, супруга Всеволода Большое Гнездо. Её торжественно хоронят в основанном ею Успенском Княгинином монастыре во Владимире[10].
- 20 марта — Константин Всеволодович прибывает в Великий Новгород. По прибытии получает известие о кончине своей матери[11].
- Июнь — Роман Мстиславич решив, вероятно, оказать помощь мужу сестры своей жены германскому королю Филиппу Швабскому в его борьбе за власть в   Германии, двинул русские войска через Польшу, против краковского князя Лешка Белого, где в Малой Польше взял два польских города[12].
- 19 июня — гибель Романа Мстиславича в бою с поляками под Завихостом (погиб, по-видимому, в ходе рекогносцировки перед сражением)[12].
- К Ярославу Всеволодовичу обращаются галичане, приглашая его с согласия венгерского короля Андрея II занять галицкий стол, освободившийся после гибели в Польше Романа Мстиславича. Ярослав спешно отправляется в Галич, однако его на три дня опережает Владимир Игоревич. Узнав об этом, Ярослав возвращается обратно в Переяславль-Русский[13].
- Конец июня — присяга галичан старшему сыну погибшего в польском походе Романа Мстиславича, четырёхлетнему Даниилу; реальная власть находится в руках вдовы Романа (предположительно из Византии)[14].
- 1205 — 1206 — малолетний Даниил Романович первый раз верховный правитель Галицко-волынского княжества[15].
- Июль (?) — встреча вдовы Романа Мстиславича с венгерским королём Андрашем II Крестоносцем в пограничном городе Саноке, следствием чего было предоставление вдове венгерского войска для защиты Галича[14].
- Июнь 1205 — 1206 — Рюрик Ростиславич после гибели Романа Мстиславича расстригся из монашества, где он находился с 1203 года (по другим данным с 1204 года) и пятый раз вернулся на киевский престол[16][17].
- Июль или август — поход на Галич киевского князя Рюрика Ростиславича, в союзе с Ольговичами и половцами (закончился неудачей)[14].
- Лето — Всеволод Ярославич Чермный занимает Киев и изгоняет Ярослава Всеволодовича из Переяславля-Русского к отцу в Суздальскую землю и угрожая войной требует от него отказаться от претензий на Галич[13].
- Рюрик Ростиславич удаляется в г. Вручий, а Мстислав Романович занимает Белгород[18].
- Мстислав Романович помогает своему дяде Рюрику Ростиславичу вновь занять киевский престол[18].
- Осень — Ростислав Рюрикович изгоняет из Вышгорода Ярослава Владимировича и садится сам на княжение в этом городе[19].
- 22 сентября — Ярослав Всеволодович прибывает в Суздаль, встреченный братьями "у Съянья" (по Н.М. Карамзину, село Ясенье близ Москвы. Сов р-н Ясенево в черте города)[13].
- Зима 1205/1206 — Всеволод Юрьевич женит своего сына Ярослава Всеволодовича на дочери половецкого князя Юрия Кончаковича (брак оказался недолговечным и не принёс потомства)[13].

## Начало правления

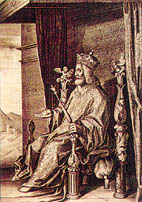
Венгерский король Андраш II

См.также: Список глав государств в 1205 году
- 20 августа — в Константинополе крестоносцы избирают императором Генриха Фландрского, брата погибшего в болгарском плену императора Балдуина I.
- Латинская империя — Генрих I Фландрский (1205—1216), коронован в 1206.
- Королевство Венгрия — Андраш II Крестоносец (1205—1235).
- Иерусалимское королевство — Мария Иерусалимская (1205—1212).
- Эпирское царство — Михаил I Комнин Дука (1205—1215).
- Венецианская республика —
- Гуго I, король Кипра.

## Родились
См. также: Категория:Родившиеся в 1205 году

## Скончались
См. также: Категория:Умершие в 1205 году
- 1 апреля — Амори II, Король Иерусалима.
- 7 мая — Ласло III, король Венгрии.
- 19 июня — Роман Мстиславич, русский галицко-волынский князь[19].
- Энрико Дандоло — дож Венеции.
- Балдуин I Фландрский — граф; император Латинской империи.
- Алексей V Дука Мурзуфл — византийский император.
- Изабелла — королева Иерусалима и Кипра.
- Михалко Степанич (старший).
- Джамуха — монгольский военный и политический лидер
- Алексей V Дука Мурзуфл — попал в плен к крестоносцам, приговорён ими к смерти и казнён.